# Network tap
Network TAP (Terminal Access Point) là một hệ thống theo dõi các sự kiện trên mạng cục bộ để hỗ trợ quản trị viên (hoặc kẻ tấn công) phân tích mạng.  Bản thân tap thường là một thiết bị phần cứng chuyên dụng, cung cấp khả năng truy cập dữ liệu truyền qua mạng máy tính. Trong nhiều trường hợp, bên thứ ba có thể mong muốn giám sát lưu lượng giữa hai điểm trong mạng. Nếu mạng giữa hai điểm A và B là cáp vật lý, network tap có thể là cách tốt nhất để thực hiện việc giám sát này. Network tap có (ít nhất) ba cổng: cổng A, cổng B và cổng monitor. Một network tap được chèn giữa A và B sẽ chuyển tiếp tất cả lưu lượng truy cập (luồng dữ liệu gửi và nhận) qua mà không bị cản trở trong thời gian thực, đồng thời sao chép dữ liệu này vào cổng monitor của nó, cho phép bên thứ ba "nghe" được.
Network tap thường được sử dụng cho các hệ thống phát hiện xâm nhập mạng, ghi VoIP, nghe trộm gói tin và các thiết bị và phần mềm giám sát và thu thập khác yêu cầu truy cập vào một phân đoạn mạng. Tap được sử dụng trong các ứng dụng bảo mật vì chúng không gây khó chịu, không thể phát hiện được trên mạng (không có địa chỉ vật lý hoặc logic), có thể xử lý các mạng song công và mạng không chia sẻ (non-shared network).